# Canthon bicolor
Canthon bicolor là một loài bọ cánh cứng trong họ Bọ hung (Scarabaeidae).